# Ophichthus altipennis
Ophichthus altipennis är en fiskart som först beskrevs av Kaup, 1856.  Ophichthus altipennis ingår i släktet Ophichthus och familjen Ophichthidae. IUCN kategoriserar arten globalt som livskraftig. Inga underarter finns listade i Catalogue of Life.